# Tokijská univerzita múzických umění
Tokijská univerzita múzických umění (japonsky 東京藝術大学, Tókjó Geidžucu Daigaku) nebo také Tokyo Geidai  (東京芸大) je univerzita v Tokiu v Japonsku zaměřená na umění.

## Dějiny
V moderní podobě vznikla v roce 1949 sloučením dvou starších škol a za její počátek za považuje rok 1887, kdy vznikla jedna z nich.

## Kampusy
Univerzita má čtyři kampusy:
- v Taitó, jednom z tokijských obvodů
- v Toride v prefektuře Ibaraki
- v Jokohamě v prefektuře Kanagawa
- v Adači, jednom z tokijských obvodů

## Významní studenti a učitelé
- Čchen Čcheng-po (1895–1947), malíř
- Tóru Takemicu (1930–1996), skladatel
- Šigeo Fukuda (1932–2009), grafický designer, tvůrce plakátů
- Eiko Išioka (1938–2012), grafická designérka, kostýmní návrhářka
- Masaaki Suzuki (* 1954), dirigent
- Tošihiko Sahaši (* 1959), skladatel
- jošitoši ABe (* 1971), výtvarní